# SKAサンクトペテルブルク
SKAサンクトペテルブルク（露: СКА Санкт-Петербург）はロシア・サンクトペテルブルクに本拠を持つKHL西カンファレンスに所属するアイスホッケーチーム。
1946年にキーロフDOとして創立。現在はガスプロムエクスポートがオーナーである。2014–15シーズンで旧ソ連リーグ時代を含めてリーグ初優勝を成し遂げ、2016/17シーズンに2年ぶり2回目の優勝を達成した。シーズン2016/17からパーヴェル・ダツュクがキャプテンを務めている。
SKA(ロシア語読みはスカー）は「軍のスポーツクラブ」を意味し、プロスポーツ選手が存在しないことが建前だったソ連時代にSKAの選手は実際にソ連軍に所属していた。選手は今でもアルメイツィ(ロシア語で「軍人」の意)の愛称で呼ばれる。同じ軍の中央スポーツクラブ、HC CSKAモスクワとはライバル関係にあり、SKAとCSKAの対戦はアーミー・ダービーと呼ばれる。

## 沿革
現在に至るまで数回のチーム名改称を経てSKAとなった。
- 1946/47年:キーロフDO（キーロフ記念オフィサーズ・ドーム）として創設
- 1948/49-1952/53: LDO(レニングラード・オフィサーズ・ドーム)
- 1953/54-1956/57：ODO(軍管区オフィサーズ・ドーム）
- 1957/58-1958/59：SKVO(軍管区スポーツ・クラブ）
- 1959/60-1993/94：SKA（軍中央スポーツクラブ）
- 1994/95-2006/07：SKAサンクトペテルブルク
- 2013/14～現在：SKA

### ソヴィエト選手権
1946/47年のシーズンからソヴィエト連邦の最高峰の選手権に出場しているが、1947/48年と1949/50年、そして1991/92年のシーズンは欠場した。1977年にはソヴィエトのジュニア選手権で優勝した。

### ロシア選手権
2000年にSKAの選手2名、アレクサンドル・ドロズデツキーとアレクサンドル・ポルケエフがNHLにドラフトで指名される。2001年にはフョードル・チューチンがNHLに指名された。
2005/06年のシーズンにチームはロシア選手権で13番目だった。2007/08年のシーズンは定期試合で6位を占めた。長い間SKAは上位グループに入っていたが、ファイナルに進むことができずにいた。1回戦でSKAはスパルタクに3対2で勝利するが、準々決勝でロコモティフ・ヤロスラブリに敗れた。

## KHL

### 2008/09
2008/09年にコンチネンタル・ホッケーリーグ(KHL)が開幕。SKAもKHLに加入する。シーズン当初はつまずいたが、最終的にチームはディヴィジョンで首位争いをしていた。最終的にSKAはディヴィジョン3位で定期試合を終え、プレーオフに出場するが第1ラウンドでスパルタクに敗れる。

### 2009/10
2009/10年のシーズンにはディヴィジョンとコンファレンス全体の1位になり、リーグ全体の2位で定期試合を終えた。プレーオフでは第1ラウンドでディナモ・リガに敗北した。

### 2010/11
2010年のシーズン開始前にクラブは海外からいくつかの大型移籍を実現。その中にはデニス・グレベショク、マクシム・アフィノゲノフ、エヴゲニー・ナボコフが入っていた。クラブはディヴィジョン2位(コンファレンスでは3位）で定期試合を終えプレーオフに進出。第1ラウンドではスパルタクに勝利して準決勝に進むが、アトラントに敗れた。

### 2011/12
シーズン途中でシビリ・ノボシビルスクからウラジーミル・タラセンコを獲得。タラセンコはマクシム・スシンスキーの記録（ポイントを記録した連続の試合数）を破った。現在の記録はタラセンコの打ち立てた14試合が最長となっている。タラセンコは14試合連続で合計21ポイント(11得点10アシスト）を記録し、これはSKAの選手にとってロシアの歴史で最高の記録となっている。 クラブはコンファレンス1位で定期試合を終了し、プレーオフではコンファレンスの決勝まで進んだが、ディナモ・モスクワに敗れて初のガガーリン・カップファイナル出場を逃した。

### 2012/13
NHLのロックアウトによりKHLは規則を改定し、各クラブは選手を3人まで補強できるようになり、そのうち1人はNHLの有効な契約がある選手でもよいという内容になった。SKAにはセルゲイ・ボブロフスキー、イリヤ・コワルチュクが招かれた。一方、前年に活躍を見せたタラセンコはNHLに移籍。
コワルチュクはシーズンにクラブで最多のポイント(42ポイント、18ゴール24アシスト）を記録。ゴールキーパーのセルゲイ・ボブロフスキーは確かな守備（阻止率93.2%）を見せ、最後の4試合のうち3試合は無失点で抑えた。
SKAはコンファレンス首位で2位のチームに勝ち点11点差を付けて定期試合を終了。また、クラブ史上初めてコンチネンタル・カップ優勝を成し遂げた。プレーオフでは再びコンファレンス決勝まで進んだが、再びディナモ・モスクワに敗れまたしてもガガーリン・カップファイナル出場を逃した。

### 2013/14
2013/14年のシーズンはチームのメンバーが大きく変わった。ゴールキーパーのボブロフスキーはNHLのロックアウトが終わるとコロンバス・ブルージャケッツに復帰したが、コワルチュクはSKAに残ることを選択した。クラブは大規模な補強を行い、ケトフ、シパチョフ、クテイキン、スカチコフ、リャセンスキーらを獲得。またチェコからチェルベンカを獲得した。ゴールキーパーに関してはチェコ人のアレクサンドル・サラクを獲得。
定期試合をコンファレンス2位で終了し、プレーオフの第1ラウンドではCSKAを4連勝で圧倒したが、続く第2ラウンド（コンファレンス準決勝）ではロコモティフ・ヤロスラブリに2勝4敗で敗れ、コンファレンスの決勝進出はできなかった。
シーズンが終わると監督・コーチ陣はまるごと解任され、2014年4月4日、元ロシア代表監督のヴャチェスラフ・ビコフがSKAの監督に就任した。ビコフは2010/11にKHLのサラワート・ユラーエフを率いてガガーリン・カップ獲得を達成した実績があり、代表監督だった2007年から2010年の間に世界選手権でロシアを金2・銀1・銅1に導いた実績があった。

### 2014/15
シーズン開始前にSKAは元ドンバスでNHLでの経験もあるエヴゲニー・ダドーノフ、スウェーデン人のベテラン選手ジミー・エリクソンを獲得。
2014/15年のシーズンにSKAは開幕から順調だった。キャプテンのコワルチュク、若手のアルテミー・パナーリンらが活躍を見せ、シーズン中盤までSKAはリーグ全体の首位を占めていた。11月になるとややペースが落ち、連勝を続けるCSKAに首位を譲ったが、コンファレンス2位で定期試合を終了する。
プレーオフでは第1ラウンドでトルペード・ニージニーノヴゴロドを4勝1敗で圧倒。
第2ラウンドの相手はディナモ・モスクワだった。2012年と2013年にコンファレンス決勝で敗れた因縁のライバルであり、今シーズンでも定期試合で4回対戦して4回敗れているSKAの苦手なチームだった。しかしSKAは4勝1敗で勝利し、西部コンファレンスの決勝に進出する。
コンファレンスの対戦相手はSKAの宿命のライバル、CSKAだった。SKAは定期試合60戦で勝ち点123でコンファレンス2位、対するCSKAは勝ち点139で定期試合を首位で終了していた。コンファレンス決勝でSKAは第1試合を0対3、第2試合を延長2対3、第3試合を1対3で落とし、プレーオフ敗退の危機に陥る。
しかし、ここからSKAが奇跡の反撃を開始する。シパチョフ・ダドーノフ・パナーリンのトリオが活躍し、第4試合を4対1、第5試合を6対2、第6試合を延長2対1で勝利し、シリーズのスコアを3勝3敗にした。
2015年4月7日、モスクワでCSKA対SKAの運命を決定する第7試合が行われる。第1ピリオドでコワルチュク、第2ピリオドでダドーノフが得点してSKAは2対0でリードするが、第2ピリオドの終盤にCSKAが2点を返して同点に追いつく。第3ピリオドにSKAのパトリック・トレセンが勝ち越しゴールを決めるとそのまま逃げ切り、SKAは4勝3敗でCSKAに勝利。初のガガーリン・カップファイナル出場を決めた。KHL史上、プレーオフで3敗から逆転勝利したのはSKAが初めてであり、NHLでも前例は数えるほどしかないことだった。
ガガーリン・カップファイナルでは東部コンファレンスの勝者アクバルス・カザンと対戦。4勝1敗で勝利し、ソ連時代も含め初めて優勝を成し遂げた。
シーズンが終わると、監督のビコフは「家庭の事情」を理由に監督を辞任した。

### 2015/16
2015/16年はSKAにとって変革のシーズンとなった。前シーズン終了後にビコフが監督を辞任したことにより、アンドレイ・ナザロフが監督に就任。多くの選手がチームを去った。前シーズンに大活躍したアルテミー・パナーリンはNHLに移籍。ビクトル・チーホノフもNHLに移籍した。ロマン・チェルベンカ、ジミー・エリクソン、トニー・モルテンソン、パトリック・トレセンらもSKAを去った。一方、補強ではエゴール・ヤコブレフ、ヨアヒム・リンドストリョーム、ヤルノ・コスキランタを獲得。以前SKAでプレーしていたエヴゲニー・アルチューヒンはCSKAからSKAに移籍した。
シーズン開幕後,約3カ月にわかりSKAは前年のガガーリン・カップ覇者とは思えないほどの低迷を続け、SKAはプレーオフ進出すら危ぶまれるほどであった。2015年10月、監督のナザロフは解任され、コーチのセルゲイ・ズボフが監督に就任した。
クラブはシーズン途中の10月にユグラ・ハンティマンシースクとニキータ・グーセフをトレード。NHLからヴャチェスラフ・ヴォイノフ、12月にNHLからモーゼス・スティーブを獲得し、アヴァンギャルド・オムスクとセルゲイ・シロコフをトレードした。これらの補強によりSKAは徐々に順位を上げて行き、最終的にはディヴィジョン2位コンファレンス6位で定期試合を終了した。
プレーオフでは第1ラウンドでロコモティフに4勝1敗で勝利。第2ラウンドでは前年に続きディナモ・モスクワと対戦し、4勝2敗でディナモを退けてコンファレンス決勝に進んだ。
決勝の相手は前年と同じCSKAで、試合展開も前年と似たものになった。SKAは第1試合を0対3、第2試合を2対3、第3試合を延長0対1で落とし、敗退の危機に陥る。SKAファンは前年の奇跡の再現を期待したが奇跡は2度は起こらず、SKAは第4試合で延長1対2で敗れて2年連続のガガーリン・カップファイナル進出を逃した。
プレーオフではキャプテンのコワルチュクは第1ラウンドと第2ラウンドで4試合しか出場しておらず、その4試合はすべてSKAが敗北した。途中からシパチョフがキャプテンになり、コワルチュクはCSKAとの第3ラウンドには出場しなかったばかりか、ベンチ入りもできない状態で敗退を迎えた。

### 2016/17
前シーズンの主力選手は大部分がチームに残った。
- 2016年7月、SKAはパーヴェル・ダツュクの獲得を発表する[34]。パーヴェル・ダツュクはイリヤ・コワルチュクに代わりチームのキャプテンに任命された。この移籍により、パーヴェル・ダツュクとイリヤ・コワルチュクが同じラインでプレーをするという競演が実現した。
- 解任された監督のズボフに代わり、男子アイスホッケーロシア代表監督のオレグ・ズナロクがSKAの監督を兼任することとなった。ズナロクの就任により、SKAサンクトペテルブルクはロシア代表チームの基盤となった[35]。

- ダツュクの加入はチーム全体に刺激を与えた。キャプテンを譲る形となったコワルチュクは奮起し、レギュラーシーズンでセルゲイ・モジャーキンとスコアリーダーの座を争い、78ポイント（32ゴール+46アシスト、60試合）を記録。モジャーキンに次いでリーグ2位の記録を残した。エフゲニー・ダドーノフ、ワジム・シパチョフ、ニキータ・グーセフのラインは前年よりさらに成熟の度合いを増した。レギュラーシーズンのスコアでシパチョフは3位（26ゴール50アシスト、76ポイント）、グーセフは4位（24ゴール47アシスト、71ポイント）、ダドーノフは5位（30ゴール36アシスト、66ポイント）を占めた[36]。若手フォワードのアレクサンドル・バラバノフは目立つ存在ではなかったが、レギュラーシーズンで13ゴールの活躍を見せた。 [37]
- ディフェンスもより強固になり、得点が多く失点の少ないチームが完成した。初めてガガーリン・カップで優勝した2014/15シーズンではレギュラーシーズン60試合のうち60分で勝った試合が36試合、60分で負けた試合は14試合、得失点差74（210得点136失点）であった[38]。一方2016/17シーズンではレギュラーシーズン60試合のうち60分で勝った試合が39試合、60分で負けた試合はわずかに8試合、得失点差135（249ゴール114失点）だった。レギュラーシーズン終了時にポイント137でCSKAモスクワと並んだが、60分で勝った回数でCSKAが優っていたため規定によりCSKAが首位となり、SKAはコンファレンス2位となった[39]。

- プレーオフでSKAは対戦相手を文字通り蹴散らしてガガーリン・カップファイルに進出した。第1ラウンドではヴィチャジ・ポドリスクを4勝0敗で圧倒、続く第2ラウンドではディナモ・モスクワに1敗するものの4勝1敗でコンファレンスファイナルに進出する。第2ラウンドのディナモ戦第3試合ではキャプテンのパーヴェル・ダツュクが負傷し、プレーオフの残りの試合すべてを欠場することを余儀なくされた[40]。それでもSKAの強さは変わらず、コンファレンスファイナルではロコモティフ・ヤロスラヴリを4勝0敗で撃破して2年ぶりにガガーリン・カップファイルに進む。

ファイナルでは2連覇を狙うメタルルグ・マグニトゴルスクと対戦。SKAはパーヴェル・ダツュクを欠いていたが攻撃と守備でメタルルグを抑え込み、4勝1敗で勝利して2年ぶり2度目の優勝を達成した。

## KHLの成績
Note: GP = 試合数, W = 勝利, L = 敗戦, OTW = オーバータイムまたはシュートアウトによる勝利, OTL = オーバータイムまたはシュートアウトによる敗戦, Pts = ポイント, GF = 得点, GA = 失点
| シーズン | GP | W  | OTW | L  | OTL | Pts | GF  | GA  | Finish       | ﾄｯﾌﾟｽｺｱﾗｰ                                           | プレーオフ                                                 |
| 2008–09  | 56 | 26 | 9   | 17 | 4   | 100 | 143 | 105 | 3rd, Tarasov | Maxim Sushinsky (45 points: 18 G, 27 A; 48 GP)      | 予選敗退                                                   |
| 2009–10  | 56 | 36 | 4   | 10 | 6   | 122 | 192 | 118 | 1st, Bobrov  | Maxim Sushinsky (65 points: 27 G, 38 A; 56 GP)      | コンファレンス準々決勝敗退                                 |
| 2010–11  | 54 | 23 | 9   | 13 | 9   | 96  | 171 | 144 | 2nd, Bobrov  | Mattias Weinhandl (49 points: 21 G, 28 A; 54 GP)    | コンファレンス準決勝敗退                                   |
| 2011–12  | 54 | 32 | 6   | 11 | 5   | 113 | 205 | 130 | 1st, Bobrov  | Tony Mårtensson (61 points: 23 G, 38 A; 54 GP)      | コンファレンス決勝敗退                                     |
| 2012–13  | 52 | 36 | 2   | 11 | 3   | 115 | 182 | 116 | 1st, Bobrov  | Patrick Thoresen (51 points: 21 G, 30 A; 52 GP)     | コンファレンス決勝敗退                                     |
| 2013–14  | 53 | 33 | 1   | 13 | 4   | 105 | 174 | 113 | 2nd, Bobrov  | Artemi Panarin (40 points: 20 G, 20 A; 51 GP)       | コンファレンス準決勝敗退                                   |
| 2014–15  | 60 | 36 | 2   | 14 | 2   | 123 | 210 | 136 | 2nd, Bobrov  | Artemi Panarin (62 points: 26 G, 36 A; 54 GP)       | ガガーリン・カップ優勝, 4-1 (アク・バルス・カザン)         |
| 2015–16  | 60 | 27 | 6   | 20 | 7   | 100 | 176 | 149 | 2nd, Bobrov  | Vadim Shipachov (60 points: 17 G, 43 A; 54 GP)      | コンファレンス決勝敗退、0-4(CSKA)                          |
| 2016-17  | 60 | 39 | 2   | 8  | 2   | 137 | 249 | 114 | 1st, Bobrov  | イリヤ・コワルチュク (78 points: 32 G, 46 A; 60 GP) | ガガーリン・カップ優勝, 4-1 (メタルルグ・マグニトゴルスク) |

## タイトル
- ガガーリン・カップ: 2014–15
- コンチネンタル・カップ: 2013
- スペングラーカップ（4回）: 1970, 1971, 1977, 2010
- ソヴィエト大会3位(2回)：1971年、1987年

## 主な選手
- ヴラジーミル・ペトロフ
- イリヤ・コワルチュク（NHLニュージャージー・デビルスから移籍）
- アレクセイ・カサートノフ
- アレクセイ・グサロフ
- ニコライ・ドロズデツキー
- ゲオルギー・ベルデュコフ
- キリル・サフロノフ
- エヴゲニー・ベロシェイキン
- アルテミー・パナーリン
- パーヴェル・ダツュク